# Xiuladora negra
La xiuladora negra (Melanorectes nigrescens) és un ocell de la família dels paquicefàlids (Pachycephalidae) i única espècie del gènere Melanorectes (Sharpe, 1877).

## Hàbitat i distribució
Habita els boscos de les muntanyes de Nova Guinea, des de la Península de Doberai fins als districtes sud-orientals.